# Ernst Stewner
Ernst Stewner (ur. 22 lutego 1907 w Żeleźnicy na Wołyniu, zm. 26 listopada 1996 w Nienburgu nad Wezerą) – niemiecki fotograf i przedsiębiorca. Do 1939 wykonywał przede wszystkim zdjęcia krajobrazu i zabytków różnych regionów Polski.

## Życiorys
Był synem Heinricha Stewnera (kantora i nauczyciela) oraz Idy Brokop. W latach 1921–1923 uczył się w szkole przygotowawczej w Nowej Soli. W latach 1923–1927 uczęszczał do Męskiego Prywatnego Ewangelickiego Seminarium Nauczycielskiego w Bielsku. W latach 1927–1929 pracował jako nauczyciel domowy, m.in. na terenach Wielkopolski. Od 1930 do 1938 był referentem handlowym Lutherverlag (Wydawnictwa im. Luthra) w Poznaniu. W 1932 po raz pierwszy wystawiał fotografie na I Ogólnopolskiej Wystawie Fotografii Artystycznej w Krakowie. W 1933 wziął udział w wystawie członków Towarzystwa Miłośników Fotografii w Poznaniu. Do 1939 brał udział w kolejnych wystawach fotograficznych w Polsce i otrzymywał tam nagrody. 31 lipca 1938 ożenił się z Christel Peschken, z którą zamieszkał w Poznaniu na ul. Ostroroga 6. Jesienią 1939 został zarządcą komisarycznym przedsiębiorstwa Foto-Greger w Poznaniu z ramienia Industrie- und Handelskammer Posen. Przedsiębiorstwo to ostatecznie przejął w 1940 (od tego roku działała w nim polska konspiracyjna grupa fotograficzna). 24 lutego 1941 otworzył na Placu Wolności 8 w Poznaniu przedsiębiorstwo Foto-Stewner. W 1944 otrzymał powołanie do Wehrmachtu, gdzie był kancelistą i specjalistą-fotografem. 19 stycznia 1945 rodzina opuściła Poznań i udała się do Turyngii – sam Ernst, z uwagi na chorobę pozostał w mieście i opuścił je dopiero 22 stycznia 1945 ostatnim pociągiem sanitarnym przez Frankfurt nad Odrą. W lipcu 1945 został udziałowcem i dyrektorem handlowym przedsiębiorstwa chemicznego Heinrich Ratjen (następnie Peschken-Stewner GmbH) w Nienburgu nad Wezerą. Cała rodzina osiedliła się tam ostatecznie w 1946. Od 1955 kilkakrotnie odwiedzał Poznań, gdzie spotykał się z dawnymi współpracownikami. W 1985 założył fundację. W 1969 sprzedał przedsiębiorstwo. Zmarł 26 listopada 1996.

## Osiągnięcia

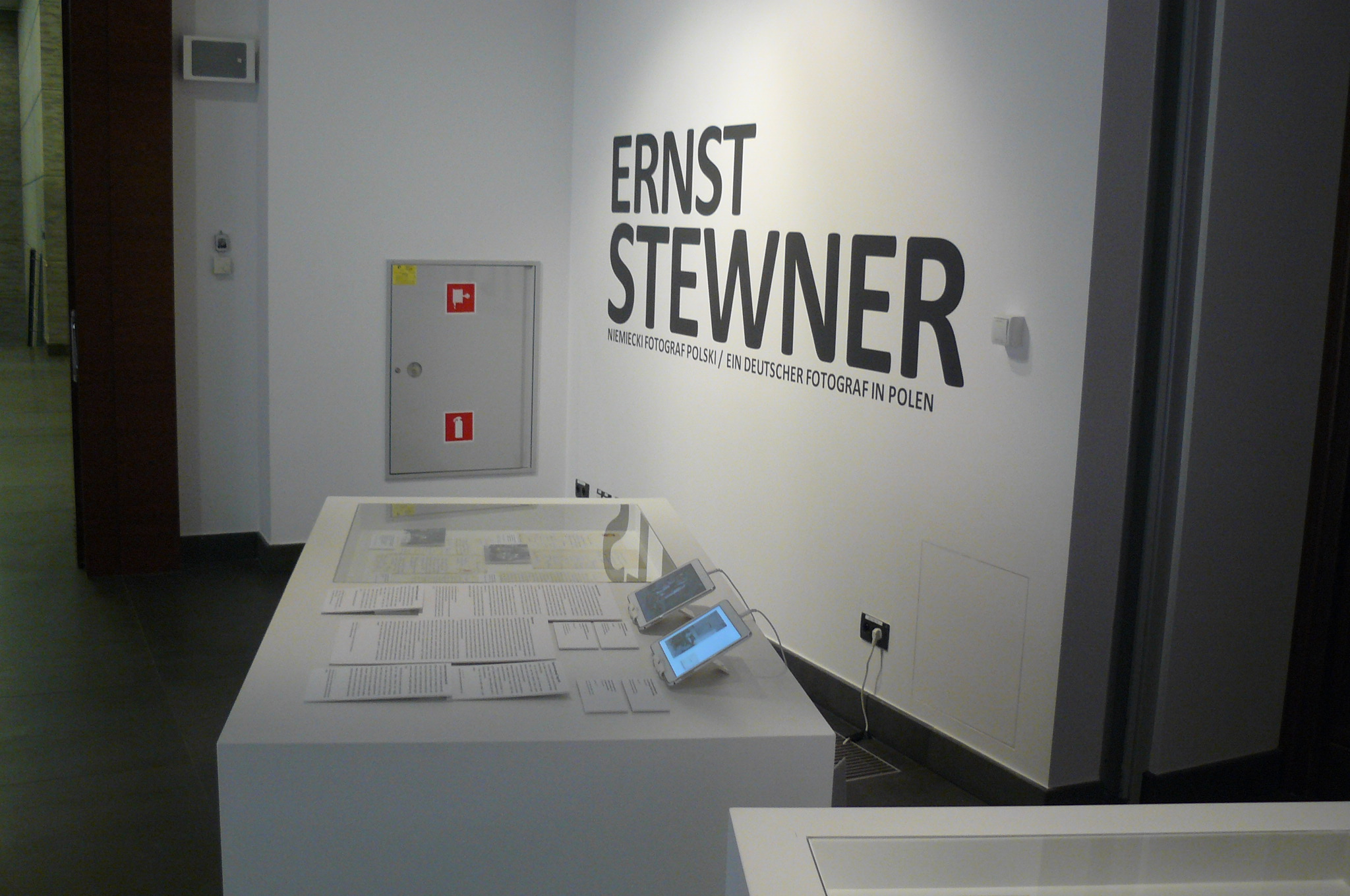
Wystawa Ernst Stewner – niemiecki fotograf Polski, Zamek Cesarski w Poznaniu, 2014

- 1932: I Ogólnopolska Wystawa Fotografii Artystycznej, Kraków, udział,
- 1933: wystawa członków Towarzystwa Miłośników Fotografii, Poznań, udział,
- 1934: XIV Doroczny Salon Fotografiki Polskiej, Lwów, udział,
- 1934: VIII Międzynarodowy Salon Fotografiki, Poznań, udział,
- 1935: III Wystawa Fotografiki Polskiej, Warszawa, udział,
- 1935: wystawa niemieckich fotografików w Polsce z okazji 50-lecia Towarzystwa Historycznego w Poznaniu, udział,
- 1936: XVI Doroczna Wystawa Fotografiki Polskiej, Lwów, udział,
- 1936: Wystawa Fotografików Poznańskich, udział,
- 1937: XVII Doroczna Wystawa Fotografiki, Lwów, udział,
- 1937: X Międzynarodowy Salon Fotografiki, Warszawa, udział,
- 1937: Wystawa Towarzystwa Miłośników Fotografiki, Poznań, udział,
- 1937: wystawa Piękno krajobrazu Polski, Lwów, II nagroda,
- 1937: konkurs na zdjęcia krajoznawcze Huculszczyzny, Stanisławów, główna nagroda,
- 1937: II Wystawa Fotograficzna Niemieckich Fotografów w Polsce, Poznań, organizacja i udział,
- 1938: Wystawa Fotografiki Polskiej, Lublin, udział,
- 1938: wystawa Towarzystwa Miłośników Fotografii, Poznań, udział,
- 1938: Pierwsza Polska Wystawa Fotografii Ojczystej, Warszawa, brązowy medal,
- 1938: wystawa fotografii firmy Foto-Greger, Poznań, IV nagroda,
- 1939: XIX Doroczna Wystawa Fotografiki Polskiej, Lwów, udział,
- 1939: konkurs fotograficzny firmy Foto-Greger, Poznań, III nagroda[2].